# Bilia
Bilia ist eine französische Gemeinde mit 53 Einwohnern (Stand: 1. Januar 2022) auf der Mittelmeerinsel Korsika. Sie gehört zum Département Corse-du-Sud, zum Arrondissement Sartène und zum Kanton Sartenais-Valinco. Sie grenzt an Propriano, Sartène und Grossa. Das Siedlungsgebiet liegt auf 400 Metern über dem Meeresspiegel. Die Bewohner nennen sich Biliais und Biliaises.

## Bronzezeitliche Anlage

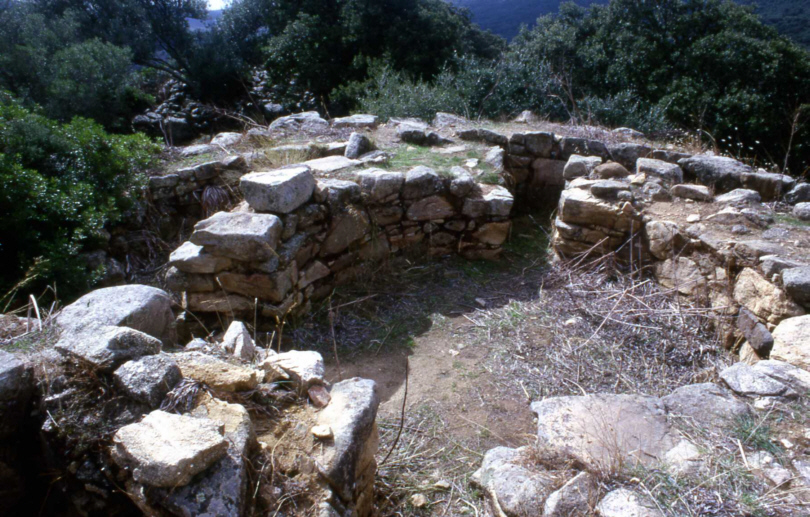
Die Bronzezeitliche Anlage „Alo-Bisucce“

In der Gemeindegemarkung von Bilia befindet sich die bronzezeitliche Anlage „Alo-Bisucce“.

## Bevölkerungsentwicklung
| Jahr      | 1962 | 1968 | 1975 | 1982 | 1990 | 1999 | 2008 | 2012 | 2020 |
| --------- | ---- | ---- | ---- | ---- | ---- | ---- | ---- | ---- | ---- |
| Einwohner | 71   | 58   | 40   | 38   | 41   | 40   | 48   | 48   | 52   |